# 経田駅
経田駅（きょうでんえき）は、富山県魚津市浜経田にある富山地方鉄道本線の駅である。駅番号はT25。

## 歴史
- 1936年（昭和11年）10月1日：富山電気鉄道の駅として開業。
  - 開業当初の駅舎は全面板張りで、敷地も現在の半分程度であった。業務も切符販売と改札のみと、必要最小限のものであった[1]。
- 1940年（昭和15年）5月：富山電気鉄道石田港線（三日市駅 - 石田港駅間）の石田港駅駅舎を解体移築し、現駅舎竣工[2][1]。
- 1943年（昭和18年）1月1日：会社統合により、富山地方鉄道の駅となる。

## 駅構造
単式ホーム1面1線の地上駅。これは隣接の新魚津駅および電鉄石田駅が列車交換が可能な駅として開業したためである。ただし、将来2面2線の列車交換が出来る様に山側に土地が確保されている。木造駅舎を有する。

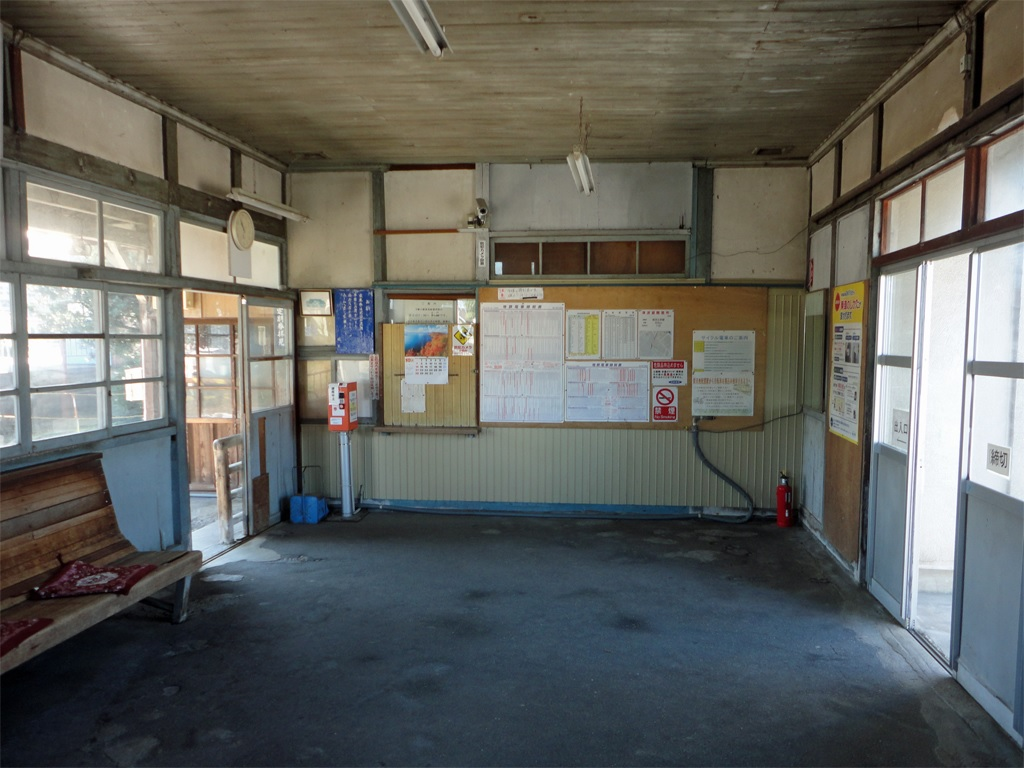
駅舎内（2018年10月）
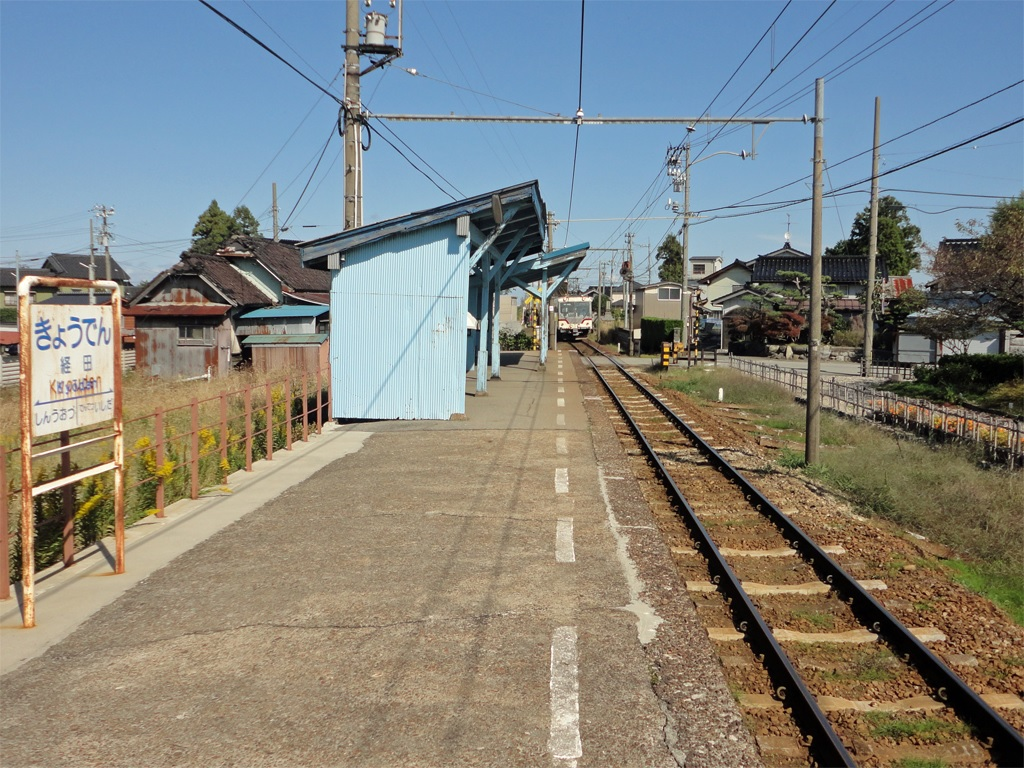
ホーム（2018年10月）

## 利用状況
「魚津市統計書」によると、2017年度の一日平均乗車人員は463人である。
1日の平均乗降人員は以下の通りである。
| 年度   | 一日平均 乗車人員 | 一日平均 乗降人員 |
| ------ | ----------------- | ----------------- |
| 2010年 | 455               |                   |
| 2011年 | 464               | 919               |
| 2012年 | 474               | 932               |
| 2013年 | 463               | 892               |
| 2014年 | 438               | 902               |
| 2015年 | 454               | 928               |
| 2016年 | 458               | 933               |
| 2017年 | 463               | 966               |
| 2018年 |                   | 978               |
| 2019年 |                   | 926               |
| 2020年 |                   | 790               |
| 2021年 |                   | 779               |
| 2022年 |                   | 773               |

## 駅周辺
- 経田郵便局
- 富山県立魚津工業高等学校
- 魚津市立経田小学校
- 経田保育園
- かもめ児童センター
- 経田漁港
- 片貝川

## 隣の駅
富山地方鉄道
■本線
■アルペン特急
通過
■急行（上りのみ運転）・■普通
新魚津駅 (T24) - 経田駅 (T25) - 電鉄石田駅 (T26)